# دهستان خورموج
خورموج، دهستانی است از توابع بخش مرکزی شهرستان دشتی در استان بوشهر ایران.

## جمعیت
براساس سرشماری سال ۱۳۸۵ جمعیت آن ۴٬۱۸۱ نفر (۹۸۶ خانوار) بوده‌است.